# الإفراط في التدريب
إفراط في التدريب يحدث عندما يتجاوز الشخص قدرة جسمه على التعافي من التمارين الشاقة. يمكن وصف التدريب الزائد على أنه نقطة قد ينخفض فيها الشخص في الأداء والهضبة نتيجة للفشل في الأداء بشكل ثابت عند مستوى معين أو حمل تدريب؛ حمولة تفوق قدرتها على الاستعادة.يتوقف الأشخاص الذين يعانون من فرط التدريب عن إحراز تقدم، ويمكن أن يبدأوا في فقدان قوتهم ولياقتهم. يُعرف الإفراط في التدريب أيضًا بالتعب المزمن والإرهاق والإرهاق المفرط لدى الرياضيين.  يقترح أن هناك اختلافات مختلفة في التدريب الزائد ، أولاً برنامج رتيب على التدريب يشير إلى أن تكرار نفس الحركة مثل رفع الأثقال وضربات البيسبول يمكن أن يسبب هضبة الأداء بسبب التكيف مع الجهاز العصبي المركزي الذي ينتج عن نقص التحفيز. يوصف مثال ثان للإفراط في التدريب بأنه تدريب مزمن من نوع العمل الزائد حيث يمكن أن يكون الموضوع تدريبًا بكثافة عالية جدًا أو حجمًا كبيرًا ولا يسمح بوقت كافٍ للتعافي للجسم. يتأثر ما يصل إلى 10٪ من رياضيي النخبة في التحمل و 10٪ من سباحي الكليات الأمريكية بمتلازمة الإفراط في التدريب (ضعف الأداء غير المبرر لمدة أسبوعين تقريبًا حتى بعد الحصول على وقت كافٍ للراحة). 

## العلامات والأعراض
فيما يلي بعض الآثار الشائعة والإشارات المذكورة للإفراط في التدريب. 
قد يكون الإفراط في التدريب مصحوبًا بواحد أو أكثر من الأعراض المصاحبة:
• وجع العضلات المستمر
• التعب المستمر ، يختلف عن التعب فقط من جلسة التدريب الشاقة ، يحدث عندما يستمر التعب حتى بعد الراحة الكافية.
• يمكن أن يكون ارتفاع معدل ضربات القلب أثناء الراحة ، وهو ارتفاع مستمر في معدل ضربات القلب بعد الراحة الكافية كما هو الحال في الصباح بعد النوم ، مؤشرًا على الإفراط في التدريب. 
• انخفاض تقلبات معدل ضربات القلب
• زيادة القابلية للعدوى
• زيادة حدوث الإصابات
• التهيج
• كآبة
• الانهيار العقلي
• الإرهاق
من المهم ملاحظة الفرق بين التدريب المفرط والإفراط في الوصول ؛ الإفراط في الوصول هو عندما يخضع الرياضي لتدريب شاق ولكن مع الشفاء الكافي ، ولكن التدريب الزائد هو عندما يخضع رياضي لتدريب شاق دون الشفاء الكافي. مع المبالغة في الوصول ، يمكن حل الانخفاض في الأداء في غضون أيام أو أسابيع قليلة.

### أداء
• بداية التعب المبكر
• انخفاض القدرة الهوائية(VO2 max)
• ضعف الأداء البدني
• عدم القدرة على إكمال التدريبات
• تأخر الشفاء
من المهم أيضًا أن نتذكر أن تأثير التدريب المفرط لا يقتصر فقط على التأثير على القدرة الرياضية للرياضي ولكن يمكن أن يكون له آثار على مجالات أخرى من الحياة مثل الأداء في الدراسات أو قوة العمل. يمكن للرياضي المتدرب الذي يعاني من أعراض جسدية ونفسية أن يواجه أيضًا مشكلة في التواصل مع الأصدقاء والعائلة ، أو الدراسة لإجراء اختبار أو الاستعداد للعمل.

## سبب
مثل الأدوية الدوائية ، قد تكون التمارين الرياضية مسببة للإدمان يمكن تعريف الإدمان على أنه الانخراط المتكرر في السلوك إلى حد أكبر أو لفترة زمنية أطول مما هو من المفترض أن هذا الإدمان يرجع إلى الإندورفين الطبيعي والدوبامين الناتج عن وتنظيم سواء كان بسبب هذا المنتج الكيميائي الثانوي أم لا ، يمكن القول أن بعض الأشخاص يصبحون مدمنين أو يركزون على الآثار النفسية / الجسدية للتمارين البدنية واللياقة البدنية.  قد يؤدي هذا إلى الإفراط في ممارسة الرياضة ، مما يؤدي إلى متلازمة «الإفراط في التدريب».

## آلية
تم اقتراح عدد من الآليات المحتملة للإفراط في التدريب
. يتم إنشاء الرضح الميكروي للعضلات بشكل أسرع مما يستطيع الجسم شفاءها.
.يتم استخدام الأحماض الأمينية بشكل أسرع مما يتم توفيره في النظام الغذائي. يُسمى هذا أحيانًا "نقص البروتين" . التهاب جهازي ينتج عنه إفراز سيتوكين المنشط للاستجابة المناعية

## العلاج
منح الجسم المزيد من الوقت للتعافي:
• أخذ استراحة من التدريب لإتاحة الوقت للتعافي.
• تقليل حجم و/أو كثافة التدريب.
• فترة التدريب المناسبة. البرنامج التدريبي بحيث يتم عمل مجموعات مختلفة من العضلات في أيام مختلفة.
• زيادة وقت النوم.
• تدليك الأنسجة العميقة أو الرياضية للعضلات المصابة.
•التدليك الذاتي أو فرك العضلات المصابة.
•العدو القصير مع وقت راحة طويل بمجرد أن يتمكن الرياضي من الاستمرار في التدريب الخفيف.

### الحمية
• التأكد من أن تتناول السعرات الحرارية يتوافق على الأقل مع الإنفاق.
• التأكد من أن إجمالي السعرات الحرارية هي من نسبة المغذيات الكبيرة المناسبة.
• معالجة نقص فيتامين مع نظام غذائي محسن و / أو مكملات غذائية .
• انحلال الربيدات المجهري هو شكل متطرف من الإفراط في التدريب يؤدي إلى انهيار العضلات الهيكلية التي تشق طريقها إلى الدم. يتم إطلاق العديد من الجزيئات مثل البوتاسيوم ، والكرياتين كيناز ، والفوسفات ، والميوغلوبين في الدورة الدموية. الميوغلوبين هو البروتين الذي يسبب رد الفعل القاتل في الجسم. الكشف المبكر عن المتلازمة ضروري للشفاء التام. من المضاعفات المتأخرة الخطيرة لانحلال الربيدات التي تحدث في 15 ٪ من السكان إصابة الكلى الحادة ، وفي بعض الحالات يمكن أن تؤدي إلى الوفاة

### العرض السريري[28]
• ألم عضلي
• الرقة والحنان
• تورم
• ضعف
• الكدمات
• البول الملون بالشاي
• الحمى
• توعك
• غثيان
• التقيؤ
• الالتباس
• الانفعالات
• هذيان
• أنوريا

## الكروسفت و انحلال الربيدات
نظرًا لأن رياضة كروسفت أصبحت أكثر انتشارًا وشعبية بين العديد من الرياضيين والأفراد، فقد حدثت تكهنات مما دفع الكثيرين إلى الاعتقاد بأن الارتفاعات في حالات انحلال الربيدات تتسبب في إلقاء اللوم على كروسفت. وفقًا لدراسة أجريت في مجلة أبحاث القوة والتكيف، ما لم يتم إجراؤها بشكل غير صحيح وفي بيئات ضارة، لا يمثل كرسفت تهديدًا جسديًا خطيرًا لجسم الإنسان، والبحوث غير حاسمة لإثبات أن حالات انحلال الربيدات و كروسفت مترابطتان.

## الوقاية
التعافي السلبي ، بدلًا من التعافي النشط ، هو شكل من أشكال الراحة التي يوصى بها لأداء الرياضيين بين التمارين الصارمة والمتقطعة. مع التعافي النشط ، يكون وقت الإنهاك أقصر بكثير لأن العضلات غير مزججة بالأكسجين بمعدل أسرع بكثير من التعافي السلبي. وبالتالي ، إذا كان تجنب الإفراط في التدريب يعني منع الإرهاق أو التعافي السلبي أو «الراحة الثابتة» هو الأكثر أمانًا. إذا تم إجراء التعافي النشط أثناء التمرين المكثف ، فقد يجد الرياضي نفسه في حالة من الإفراط في التدريب.